# 阿方索·德·阿尔布克尔克广场

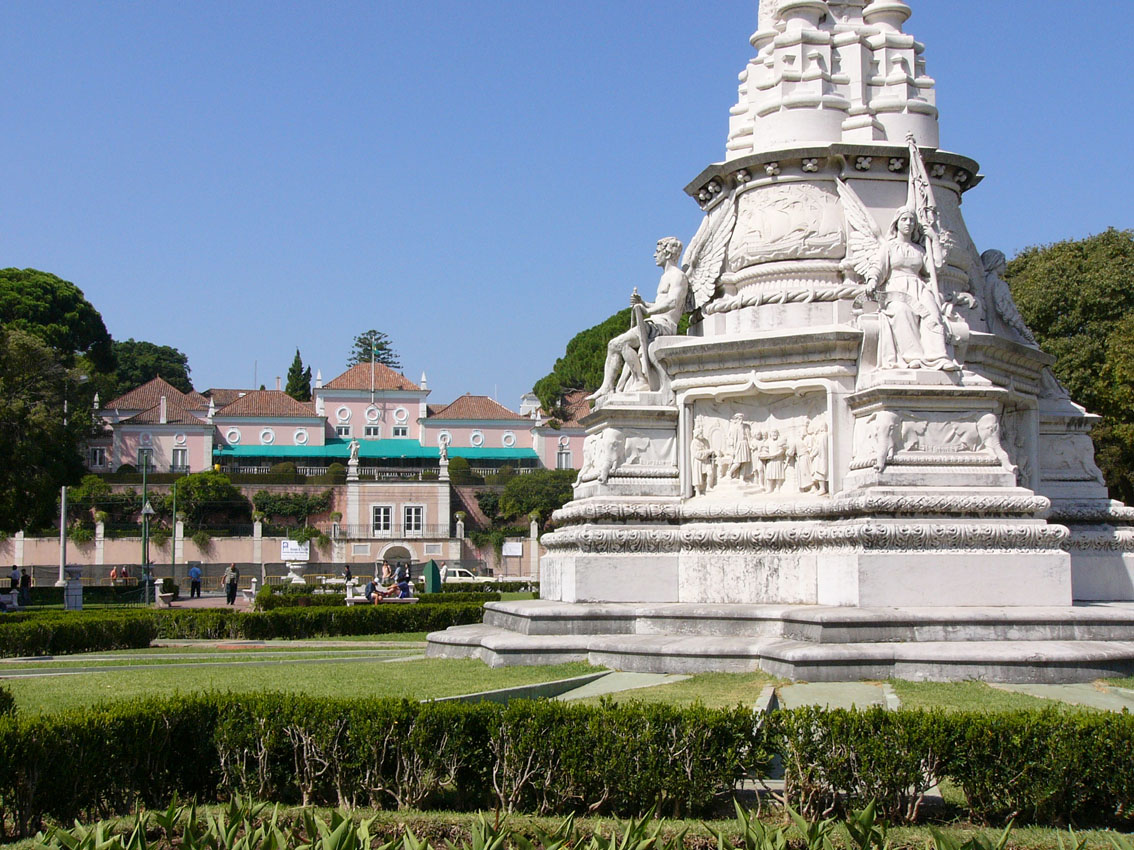
阿方索·德·阿尔布克尔克铜像和贝伦宫

阿方索·德·阿尔布克尔克广场（葡萄牙語：Praça Afonso de Albuquerque）是葡萄牙里斯本的一个广场，位于贝伦区。
该广场位于贝伦宫（建于17-18世纪的葡萄牙总统官邸）之前，得名于在15世纪征服果阿和马六甲的阿方索·德·阿尔布克尔克。1902年，树立了一个新曼努埃尔风格的美丽的纪念碑，上有阿方索·德·阿尔布克尔克铜像，以及关于他生平的浮雕。

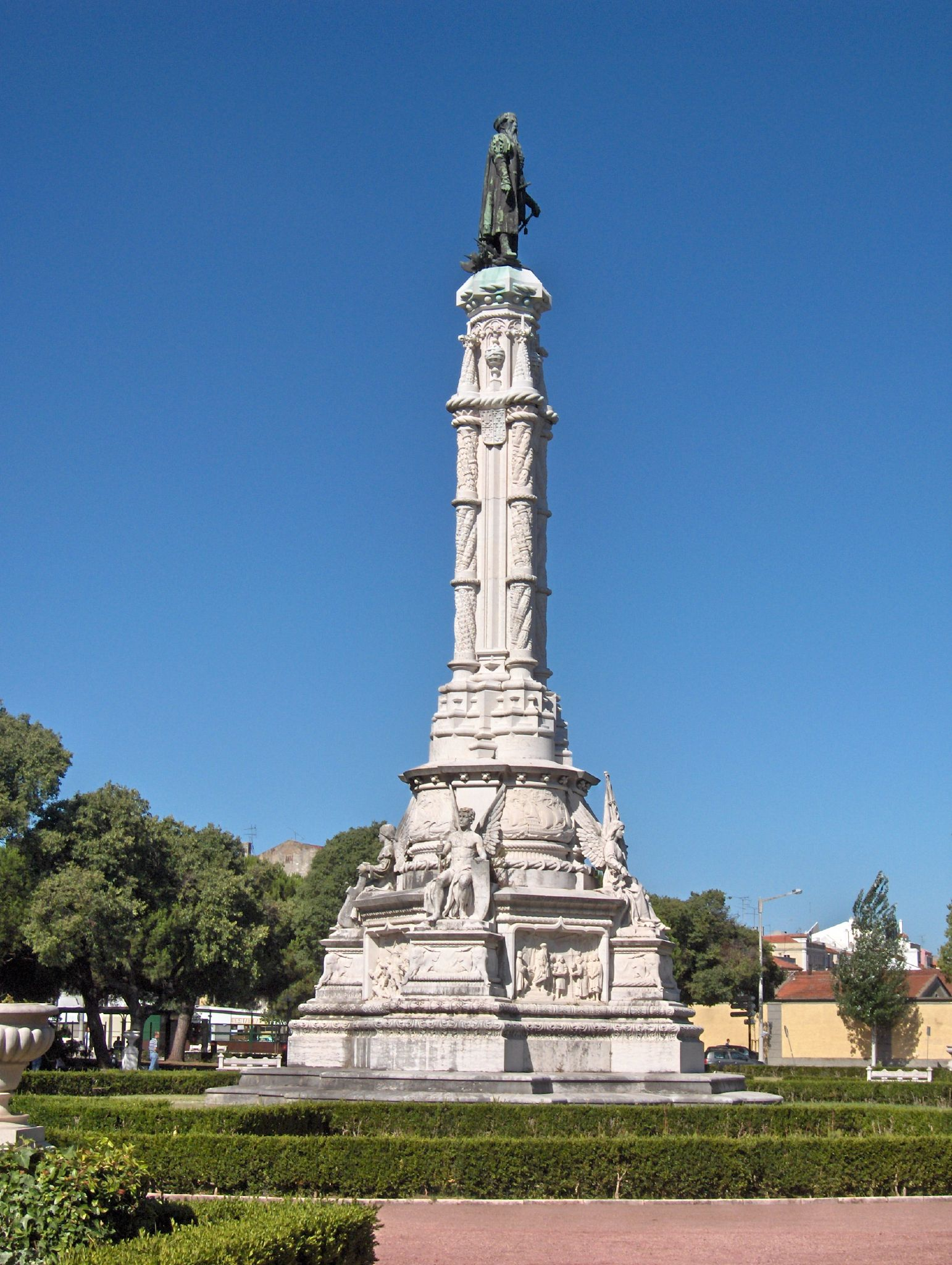
阿方索·德·阿尔布克尔克铜像

这个广场的所在地原是一个港口，建于1753年。1807年，玛丽亚一世、若昂六世和王室正是从这个港口离开里斯本，前往巴西的里约热内卢，以躲避入侵葡萄牙的拿破仑军队。
38°41′47.84″N 9°12′1.25″W / 38.6966222°N 9.2003472°W